# Јермолино
Јермолино (рус. Ермолино) град је у Русији у Калушкој области. Према попису становништва из 2010. у граду је живело 10409 становника.

## Становништво
| 1989.  | 2002. | 2010.  |
| ------ | ----- | ------ |
| 10.573 | 9.454 | 10.409 |